# Cementový med

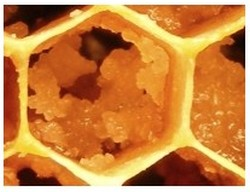
Melecitózní med – krystalizace v plástvi

Cementový med (též známý jako melecitózní) je speciální druh medu, který velmi rychle zkrystalizuje už v plástech v úlu a je velmi složité jej vytočit v medometu. Tento typ medu obsahuje melecitózu, což je trisacharid složený ze dvou molekul glukózy a jedné molekuly fruktózy. Melecitóza se objevuje nejčastěji koncem léta, kdy včely nanosí do úlu medovici bohatou na melecitózu. Nejčastějšími zdroji melecitózy jsou medovice ze smrku a modřínu. Předem nelze přesně předpovědět, kde se melecitóza vyskytne, v jakém množství a jestli vůbec.

#### Jazyková poznámka
Chemická a lékařská literatura nazývá tento cukr melezitóza ve shodě s názvoslovím dalších cukrů. Jméno melezitóza zavedl r. 1833 objevitel tohoto trisacharidu M. Bonastre  , Jméno odvodil z francouzského slova mélèze, tedy modřín, protože v míze modřínu byl tento cukr prvně nalezen. Jméno cukru v podobě die Melezitose převzala i němčina. Německá výslovnost "melecitóze", případně "melicitóze" se pak promítla i do komunikace mezi českými včelaři a posléze i do českých včelařských textů. 

## Problémy pro včelaře
Vytáčení melecitózního medu v medometu je téměř nemožné, protože nižší otáčky med z plástu nedostanou, zatímco vyšší způsobí destrukci voskového díla. Existují však některé metody, jak s melecitózním medem pracovat. Například plásty lze ponořit na několik minut do pitné vody a poté je vrátit zpět do úlu. Včely ho znovu zpracují a plásty se mohou vytočit před rychlou krystalizací. Další možností je odmočit plásty a nechat vykvasit medovinu z vzniklé medové vody.
Melecitózní med je obtížně zpracovatelný pro včely a může ohrozit samotné včelstvo. Včely s ním sice dokážou pracovat, ale potřebují k tomu větší množství vody. To může být problém zejména v zimě, kdy včely nemohou opustit úl a shánět vodu. Pokud zima není příliš tvrdá a dojde k alespoň nějakému oteplení, včely by měly zásoby melecitózního medu přežít bez úhony. V opačném případě může melecitóza zlikvidovat celé včelstvo.